# Espagne (Schiff, 1910)
Die Espagne war ein Passagierschiff, das 1909 für die französische Compagnie Générale Transatlantique in Dienst gestellt wurde. Nachdem es im Ersten Weltkrieg als Truppentransporter eingesetzt worden war, kehrte es bis 1932 in den Passagierdienst zurück. 1934 wurde das Schiff im französischen Saint-Nazaire abgewrackt.

## Dienstzeit

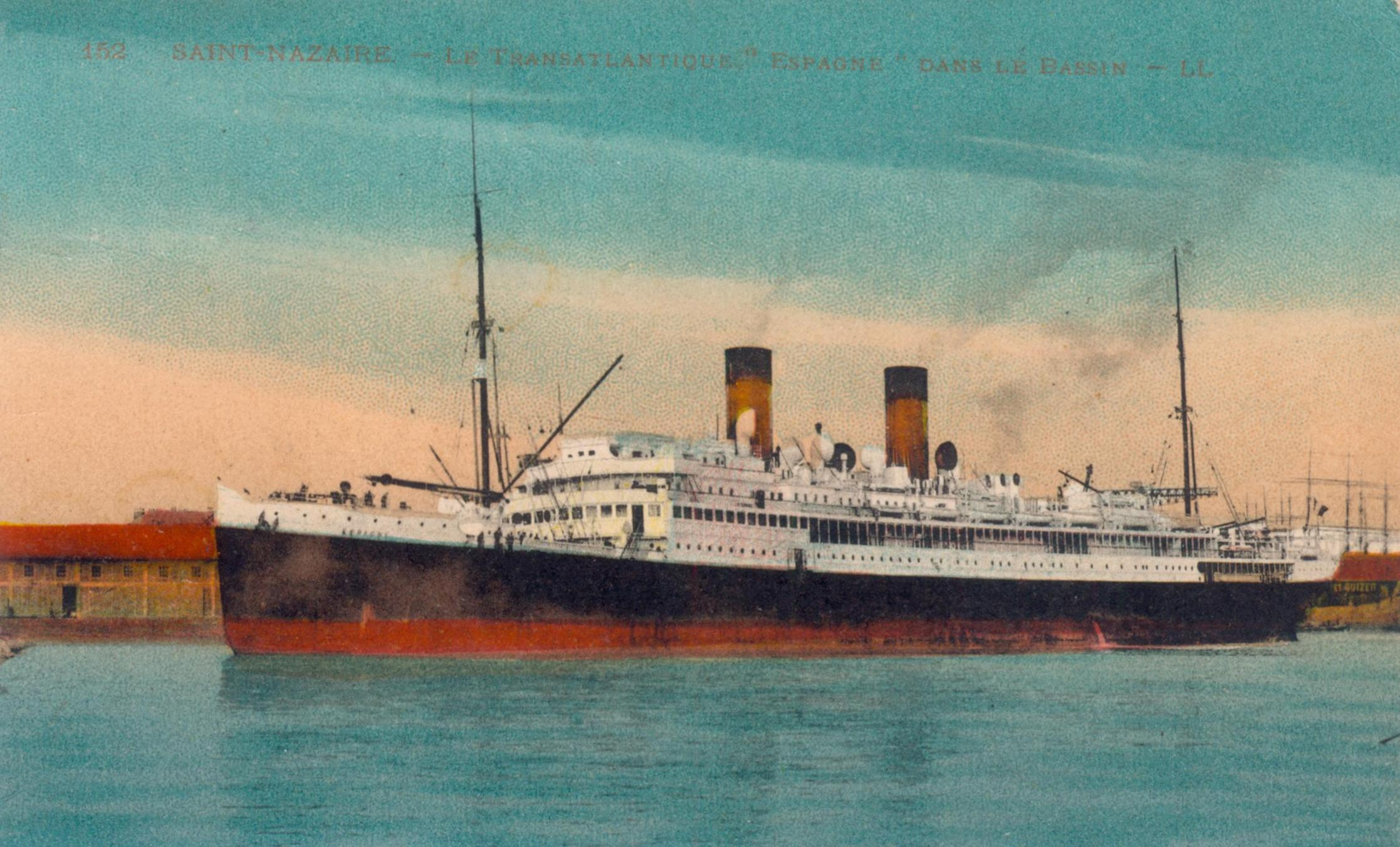
Werbepostkarte der Espagne

Die Espagne wurde bei Chantiers & Ateliers de Provence in Port de Bouc gebaut und 1909 vom Stapel gelassen. Im Oktober 1910 wurde das Schiff schließlich für die Compagnie Générale Transatlantique in Dienst gestellt. Die Espagne wurde von ihrem Heimathafen Le Havre aus nach Zentralamerika und die Westindischen Insel eingesetzt. 
Im April 1911 wurde das Schiff als Truppentransporter verchartert, um Truppen von Marseille nach Algier, Bône und Philippeville zu befördern. Es wurde außerdem von Algerien aus nach Konstantinopel eingesetzt. 
1912 kehrte das Schiff wieder in den Passagierdienst zurück, wurde von nun an allerdings auf der Route von Le Havre nach New York City eingesetzt. Nach dem Tampico-Zwischenfall transportierte das Schiff im April 1914 mehr als 100 Flüchtlinge von Puerto Mexico nach Veracruz. 
1915 wechselte die Espagne auf die Route von Bordeaux nach New York. 1916 wurde das Schiff schließlich aus dem Verkehr gezogen und erneut zu einem Truppentransporter umgebaut. Erst 1920 kehrte sie wieder in den Passagierdienst zurück und wurde von nun an wieder von Le Havre aus nach Zentralamerika eingesetzt.
1926 musste die Espagne im Trockendock repariert werden, nachdem sie vor A Coruña auf Grund gelaufen war und dabei eine ihrer Schiffsschrauben beschädigt worden war. Die Espagne war bis zum Juni 1932 im Dienst und wurde anschließend in Saint-Nazaire aufgelegt. 1934 wurde das Schiff schließlich nach zwei Jahren Aufliegezeit auf dem Gelände von Chantiers de l’Atlantique abgewrackt, wo zur selben Zeit das neue Flaggschiff der Compagnie Générale Transatlantique, die Normandie gebaut wurde.

## Sonstiges
Die Espagne war das einzige Passagierschiff, das jemals von Chantiers & Ateliers de Provence gebaut wurde.